# Paul Dubois (fransk skulptör)
Paul Dubois, född 18 juli 1829, död 23 maj 1905, var en fransk målare och skulptör.
Dubois framträdde efter studier, särskilt av den florentinska ungrenässansen, på 1860-talet med linjerena, känsligt utförda ungdomliga gestalter som Johannes döparen, Lutspelaren med flera verk. Under det följande årtiondet skapade han det stora monumentet av Christophe Léon Louis Juchault de Lamoricière i katedralen i Nantes, prytt av allegoriska figurer i brons som Krigarmodet, Grubblaren, Moderskärleken och Bönen, varefter han skapade flera andra betydande monument. 
Dubois utförde också porträttbyster av förträfflig karakteristik. Han framträdde dessutom som målare och visade sig här som en kraftig kolorist. Dubois konst är typisk för formkulturen under 1870- och 1880-talen. Den representativa konstutställningen i Köpenhamn 1888 dominerades av Dubois. I Glyptoteket är han både som skulptör och målare rikt representerad. I Frankrike är hans verk främst samlade i Luxembourgmuseet, museet i Troyes och han är representerad vid bland annat Göteborgs konstmuseum..